# Yéquera
Yequera es un despoblado medieval de la provincia de Zaragoza (Aragón, España).
El lugar se encuentra en el término municipal de Luna (provincia de Zaragoza).

## Patrimonio
- Castillo de Yéquera.